# زمینه روان‌شناسی اتکینسون و هیلگارد
زمینه روان‌شناسی اتکینسون و هیلگارد (به انگلیسی: Atkinson & Hilgard's Introduction to Psychology) کتابی نوشتهٔ ارنست هیلگارد (۲۰۰۱–۱۹۰۴) استاد دانشگاه استنفورد و یکی از نظریه‌پردازان هیپنوتیزم است که بعد از مرگش نویسندگانی که قبلاً با او و با اتکینسون در تهیهٔ این کتاب همکاری داشتند، به افتخار این دو، نام کتاب را زمینه روان‌شناسی اتکینسون و هیلگارد گذاشتند. 

## ویراست‌ها
زمینه روان‌شناسی اتکینسون و هیلگارد یکی از مهم‌ترین و پرطرفدارترین کتاب‌های روان‌شناسی در ایران است که علاوه بر رشته‌های روان‌شناسی، در رشته‌های دیگری مثل پزشکی و پرستاری نیز تدریس می‌شود. از این کتاب ترجمه‌های مختلف توسط مترجمان مختلف موجود است که معروف‌ترین و قدیمی‌ترین آن‌ها (ویراست ۱۹۹۶)، ترجمه یک گروه ۱۰ نفره از مترجمان و روان‌شناسانی از ایران، به ویراستاری محمدنقی براهنی است. تاریخچهٔ این کتاب به این صورت است:
1. زمینهٔ روان‌شناسی، نویسنده: ارنست هیلگارد، ویراست اول (۱۹۵۳)
2. زمینهٔ روان‌شناسی، نویسنده: ارنست هیلگارد، ویراست دوم (۱۹۶۰)
3. زمینهٔ روان‌شناسی، نویسنده: ارنست هیلگارد، ویراست سوم (۱۹۶۲)
4. زمینهٔ روان‌شناسی، نویسنده: ارنست هیلگارد، ریچارد اتکینسون، ویراست چهارم (۱۹۶۷)
5. زمینهٔ روان‌شناسی، نویسنده: ارنست هیلگارد، ریچارد اتکینسون، ریتا اتکینسون، ویراست پنجم (۱۹۷۵)

ویراست هفتم (۱۹۷۹)، ویراست هشتم (۱۹۸۳)، ویراست دهم (۱۹۹۰) و ویراست یازدهم (۱۹۹۳) را ارنست هیلگارد به همراه ریتا اتکینسون نوشت.
ویراست دوازدهم (۱۹۹۶) را مجموعه‌ای از نویسندگان نوشتند: هیلگارد، ادوارد اسمیت، داریل بم، سوزان نولن-هوکسما و ریتا اتکینسون. این همان ویراستی است که محمدنقی براهنی و گروه مترجمان (یوسف کریمی، مهرناز شهرآرای، بهروز بیرشک، محمدنقی براهنی، مهرداد بیک، نیسان گاهان، رضا زمانی و مهدی محی الدین بناب) ترجمه کردند. این کتاب، به‌رغم داشتن مترجمان وارد و تعلیم‌دیده در روان‌شناسی، با پشتوانهٔ علمی و معلومات انگلیسی لازم، تعدادی اشتباه فنی و اشتباه در ترجمه دارد که درگذشت براهنی، مانع از رفع این اشکالات شد.
ویراست سیزدهم در سال ۲۰۰۰ نوشته شد.
ویراست چهاردهم کتاب (۲۰۰۳) را ادوارد اسمیت، باربارا فردریکسون، جف لافتس، داریل بم، و نولن-هوکسما نوشتند. این کتاب را چند گروه مختلف ترجمه کرده‌اند و در مجموع، بیش از ۳۰ مترجم داشته‌است (به صورت گروه‌های ۳ تا ۱۵ نفره). با اینکه ویراست قبلی این کتاب به ویراستاری براهنی اشتباهات ترجمه‌ای زیادی دارد، ترجمه‌های موجود از ویراست جدید نیز، پراشتباه و با اصطلاحاتی عجیب‌وغریب نوشته شده‌اند. گمان می‌رود علت اشتباه‌های اینچنینی سپردن ترجمهٔ بخش‌های مختلف این کتاب از جانب استاد به دانشجوها و انجام آن توسط افراد ناوارد باشد.
آخرین ویراست کتاب، ویراست پانزدهم ۲۰۰۹ را حمزه گنجی و مهدی گنجی ترجمه کرده‌اند و در دو جلد به چاپ رسانده‌اند. یک گروه ۱۲ نفره نیز، با حذف تعداد زیادی از مطالب و حذف فصل آخر کتاب به‌طور کامل، خلاصهٔ این ویراست را به بازار فرستادند.
سوزان نولِن-هوکسِما، نویسندهٔ اصلی و ویراستار نسخهٔ ۲۰۰۹ (ویراست ۱۵)، استاد روان‌شناسی دانشگاه ییل، دانشگاه استنفورد و دانشگاه میشیگان است و به خاطر تحقیقاتش دربارهٔ نشخوار فکری (rumination)، افسردگی (depression) و جنسیت (gender) معروف است.